# Mario Adett Zamora
Mario Adett Zamora Toledo, né le 31 octobre 1925 à Santa Cruz de la Sierra (Bolivie) et mort le 29 septembre 2013 dans la même ville, est un militaire et homme politique bolivien, ministre de l'Intérieur de 1971 à 1973.

## Biographie

### Carrière militaire
Mario Adett Zamora fait son entrée au Collège militaire (es) (COLMIL) de La Paz en 1942. Il en ressort quatre ans plus tard avec le grade de sous-lieutenant de cavalerie.
Il est promu au rang de colonel de l'Armée de terre bolivienne en 1971.

### Carrière politique
En 1971, il est choisi par le dictateur Hugo Banzer pour remplacer le très controversé colonel Andrés Selich (de) à la tête du ministère de l'Intérieur bolivien.
Le 1er février 1972, il reçoit personnellement Beate Klarsfeld pour s'entretenir avec elle au sujet du cas Klaus Barbie (un ancien agent de la Gestapo suspecté de crimes contre l'humanité en France et réfugié en Bolivie sous une fausse identité). Leur rencontre ne donne pas grand chose et l'agitation provoquée par la venue de la chasseuse de nazis à La Paz le pousse à la menacer d'expulsion. Le surlendemain, un entretien télévisé a lieu entre le journaliste français Ladislas de Hoyos et Klaus Altmann (faux nom de Klaus Barbie). Mario Adett Zamora, qui a consenti à la tenue de l'interview, espère que celle-ci va permettre de dissiper le malentendu et de préserver la fausse identité de Klaus Barbie (Zamora ayant alors grandement besoin de ses services). Mais elle ne se déroule pas comme prévu et Klaus Barbie est savamment démasqué au cours de cette dernière, mettant ainsi les autorités boliviennes (Zamora en tête) dans un profond embarras.
Durant son passage à la tête du ministère de l'Intérieur bolivien, Zamora organise la répression et la disparition forcée de jeunes universitaires opposés à la dictature de Banzer.